# إضافة فورميل هيدروجينية
تفاعل إضافة الفورميل الهيدروجينية أو ما يعرف باصطناع أوكسو هو عملية صناعية مهمة لإنتاج الألدهيدات والأغوال بدأً من الألكينات. يتضمن هذا التفاعل الكيميائي إضافة أحادي أكسيد الكربون والهيدروجين إلى الرابطة المضاعفة بين ذرتي الكربون للحصول على الألدهيدات (زمرة CHO). شهد هذا التفاعل تطورا ملحوظاً منذ اكتشافه في الثلاثينيات من القرن العشرين ليطبق في الصناعة حيث بلغ حجم الإنتاج في عام 1995 م حوالي 6.6×106 طن. تأتي أهمية هذا التفاعل كون الألدهيدات الناتجة يمكن تحويلها بسهولة إلى منتجات أخرى كثيرة. فعلى سبيل المثال يمكن هدرجة الألدهيدات الناتجة عن تفاعل أوكسو للحصول على الأغوال والتي تستخدم بالعديد من الصناعات كصناعة المنظفات مثلاً. كذلك تستخدم هذه الألدهيدات في تفاعلات الاصطناع العضوي للعطورات والمنتجات الطبيعية.
عادة ماتتم هذه العملية عند معاملة الألكينات مع مزيج من أحادي أكسيد الكربون والهيدروجين تحت ضغط يتراوح بين (10-100 جو) في درجة حرارة تتراوج بين (20-200) درجة مئوية مع وجود حفّاز من معقدات المعادن الانتقالية.

## الحفازات

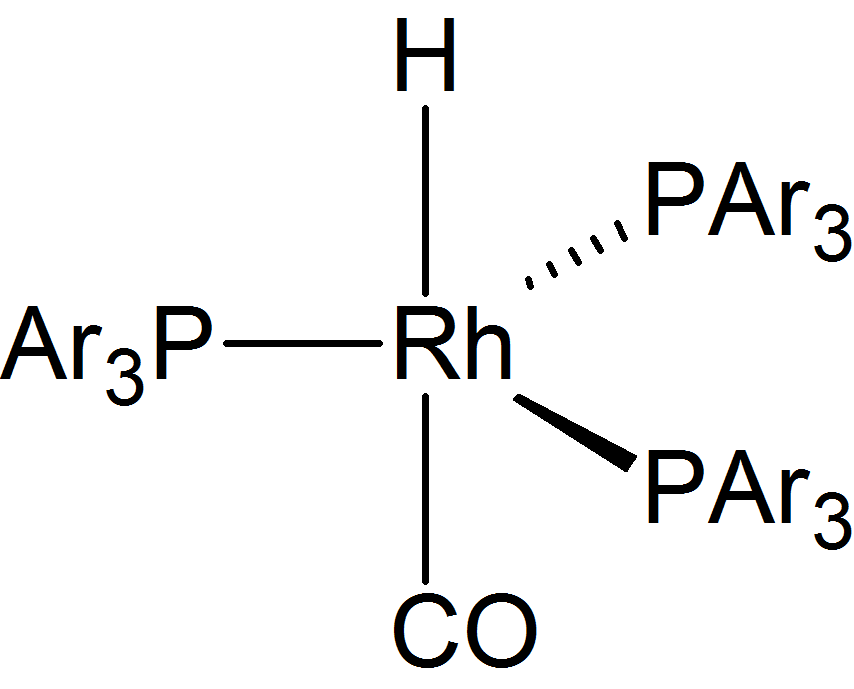
حفّاز الروديوم، حيث PAr_{3} = ثلاثي فنيل فوسفين الروديوم أو مشتقه السلفوني Tppts.

الحفّاز الأصلي المستخدم هو HCo(CO)4 الذي اكتشف من قبل (Otto Roelen) أوتو رولين. الأعمال اللاحقة أثبتت أنه يمكن تحسين انتقائية التفاعل المحفز بالكوبالت وذلك باستخدام ثلاثي بوتيل فوسفين (PBu3) كمرتبطة. يعد إدخال حفّازات كربونيل الروديوم من أهم التطورات التي طرأت على هذا التفاعل حيث استخم أول نوع من هذه الحفازات عام 1976 متمثلة بمركب ثلاثي فنيل فوسفين الروديوم. منذ ذلك الحين والحفّازات المستخدمة في هذا التفاعل تعتمد على الروديوم كحفّاز. أدت الدراسات اللاحقة إلى تطوير الحفّازات لجعلها منحلة بالماء مما يتيح سهولة فصل المنتجات وكذلك الحفاظ على الحفّاز المستخدم.

## آلية التفاعل
يجري التفاعل حسب المعادلة العامة التالية:
يبدأ التفاعل بتشكيل معقد غير مشبع من هيدرو كربونيل المعدن مثل: HCo(CO)3 وHRh(CO)(PPh3)2 أي يتحرر لدينا نتيجة لذلك موقع تساند ويصبح المعقد قادراً على التساند مع الألكينات ويتشكل لدينا معقد من النوع π. يعاني هذا المعقد من تفاعل إعادة ترتيب (تفاعل إقحام مهاجر) لتشكيل معقد ألكيل المعدن غير المشبع.

### الانتقائية
نحصل نتيجة لتفاعل إضافة فورميل هيدروجينية على نظامي أو إيزو الألدهيد فعلى سبيل المثال نحصل من تفاعل للبروبيلين على مماكبين إما بوتير ألدهيد أو إيزوبوتير ألدهيد
(«نظامي») H2 + CO + CH3CH=CH2 → CH3CH2CH2CHO
(«إيزو») H2 + CO + CH3CH=CH2 → (CH3)2CHCHO
يتشكل هذان المتماكبان نتيجة لطرائق إضافة الألكين إلى الرابطة M-H لتشكيل معقد ألكيل المعدن، هذه الإضافة تكون إما حسب قاعدة ماركوفنيكوف «ليعطي المماكب إيزو» أو عكس ماركوفنيكوف «نظامي». ليس كلا المتماكبين مرغوبين بنفس الدرجة، فمعظم الأبحاث ركزت للحصول على نظامي الألدهيد بنسبة أعلى.

### التأثيرات الفراغية
تؤدي إضافة الهيدروجين إلى الكربون المتصل عدد درات هيدروجين أكثر (قاعدة ماركوفنيكوف) إلى تشكل مجموعة ألكيل أكثر إعاقة فراغية قريبة من الربيطة الموجودة على معدن الروديومز فإذا كانت الربيطة كبيرة نسبيا مثل ثلاثي بوتيل فوسفين فإن التأثير الفراغي (الإعاقة الفراغية) سيكون أكبر مما يقلل من احتمالية الإضافة حسب قاعدة ماركوفنيكوف وبالتالي تزيد الانتقائية باتجاه المنتج الخطي (نظامي).

## تفاعل إضافة فورميل هيدروجينية اللامتناظر
إن إجراء تفاعل إضافة فورميل هيدروجينية على الألكينات الداخلية يعطي مراكز فراغية جديدة. باستعمال ربيطات فوسفين يدوية فإن تفاعل إضافة فورميل هيدروجينية يمكن أن يوجه بأن يفضل مشابه ضوئي واحد.